# جيلبرت جريس
جيلبرت جريس (من مواليد 17 ديسمبر 1941 في ستراسبورغ ) هو مدرب كرة قدم فرنسي ولاعب كرة قدم سابق. تولى تدريب نادي ستراسبورغ . كان مدرباً لـ أرسين فينجر.

## مسيرته الكروية
بدأ المهاجم مسيرته الكروية الاحترافية في المدينة التي ولدت فيها مع نادي ستراسبورغ، حيث أطلق عليه المشجعون لقب "ملاك لا مينو". بعد فترة وجيزة من اللعب لأول مرة مع ستراسبورغ (مايو 1960)، هبط الفريق إلى دوري الدرجة الثانية، لكنه عاد بعد عام واحد إلى دوري الدرجة الأولي، حيث لعب جريس حتى عام 1966 ورحل بعدها إلى نادي شتوتغارت. كان ستراسبورغ في ذلك الوقت في منتصف جدول الدوري، لكنه فاز ببطولة عام 1966 من كأس فرنسا.
خلال الفترة التي قضاها في ألمانيا، تم استدعاؤه لأول مرة إلى منتخب فرنسا لكرة القدم. خلال موسم 1970–71، عاد جريس إلى موطنه وانضم إلى أولمبيك مرسيليا، بطل فرنسا مرتين. من 1973 إلى 1975 ، عاد إلى نادي ستراسبورغ، قبل أن ينتقل لمدة عام إلى نادي نوشاتل زاماكس في سويسرا وأنهى مسيرته الكروية في عام 1977.
لعب جريس 290 مباراة (201 مع ستراسبورغ و 89 لمارسيليا) في فرنسا وسجل 28 هدفا.

### منتخب فرنسا
في عام 1966، بعد فوزه بكأس فرنسا، لم يتم استدعاء جريس إلى كأس العالم 1966 في إنجلترا من قبل المدرب الوطني هنري جيرين لأن جريس رفض تقصير شعره الطويل. تحت قيادة المدرب الجديد لويس دوغوغيز، تم استدعاء جريس لأول مرة في 27 سبتمبر 1967. إجمالاً، لعب جريس ثلاث مرات فقط في منتخب فرنسا لكرة القدم (1967 و 1968 و 1971) ولم يسجل أي أهداف.

## مسيرته التدريبية
منذ عام 1977، عمل جريس كمدير كرة قدم، وليس من المستغرب أن يحصل على وظيفته الأولى في مسقط رأسه في نادي ستراسبورغ، حيث فاز بالدوري الفرنسي عام 1979، وعاد مرة أخرى في عام 1991 لمدة ثلاث سنوات.بالإضافة إلى ذلك، عمل في بلجيكا والنمسا وسويسرا.

## الإنجازات

### إنجازاته كلاعب
ستراسبورغ
- كأس فرنسا : 1965-66

أولمبيك مرسيليا
- الدوري الفرنسي : 1970-71 ، 1971-72

### إنجازاته كمدرب
ستراسبورغ
- الدوري الفرنسي : 1978-79

نوشاتيل زاماكس
- الدوري السويسري : 1986–87 ، 1988–88

إف سي زيورخ
- كأس سويسرا : 1999-2000